# Ріммі
Ріммі (ест. Rimmi) — село в Естонії, входить до складу волості Антсла, повіту Вирумаа.